# Straight Outta Compton (film)
Straight Outta Compton je americký životopisný dramatický film z roku 2015. Režie se ujal F. Gary Gray a scénáře Jonathan Herman a Andrea Berloff. Film sleduje vzestup a pád gangsterské rapové skupiny N.W.A a jejich členy Eazy-E, Ice Cuba a Dr. Dre. Členové skupiny film produkovali. Ice Cuba si zahrál jeho vlastní syn O'Shea Jackson Jr., Corey Hawkins si zahrál Dr. Dre a Jason Mitchell Eazy-E. Paul Giamatti ve filmu hraje manažera skupiny Jerryho Hellera. Film měl premiéru ve Spojených státech dne 14. srpna 2015 a v České republice dne 17. září 2015. Celosvětově film vydělal přes 200 milionů dolarů, oproti jeho rozpočtu, který činil 50 milionů dolarů. Byl vybrán National Board of Review do deseti nejlepších filmů roku 2015 a získal nominaci na Oscara v kategorii nejlepší původní scénář.

## Obsazení
- O'Shea Jackson Jr. jako O'Shea „Ice Cube“ Jackson
- Jason Mitchell jako Eric „Eazy-E“ Wright
- Corey Hawkins jako Andre „Dr. Dre“ Young
- Aldis Hodge jako Lorenzo „MC Ren“ Patterson
- Neil Brown Jr. jako Antoine „DJ Yella“ Carraby
- Paul Giamatti jako Jerry Heller
- Marlon Yates Jr. jako Tracy „The D.O.C.“ Curry
- Alexandra Shipp jako Kimberly Woodruff
- Carra Patterson jako Tomica Woods-Wright
- Corey Reynolds jako Alonzo Williams
- Tate Ellington jako Bryan Turner
- Angela Elayne Gibbs jako Doris Jackson
- Bruce Beatty jako Hosea Jackson
- Lisa Renee Pitts jako Verna Young
- Keith Stanfield jako Calvin „Snoop Dogg“ Broadus
- R. Marcos Taylor jako Marion „Suge“ Knight
- Sheldon A. Smith jako „Warren G“ Griffin III
- Elena Goode jako Nicole Threatt
- Keith Powers jako Tyree Crayon
- Inny Clemons jako strážník Rauch
- Mark Sherman jako prezident Interscope Records Jimmy Iovine
- Camryn Howard jako DJ Speed
- Cleavon McClendon jako Anthony „Sir Jinx“ Wheaton
- Rogelio Douglas, Jr. jako Carlton „Chuck D“ Ridenhour
- Steve Turner jako „Keith Shocklee“ Boxley
- Tyron Woodley jako Terry „T-Bone“ Gray
- LaDell Preston jako Jerome „Shorty“ Washington
- Jordan Can jako Dasean „J-Dee“ Cooper
- J. Kristopher jako Larry „Laylaw“ Goodman
- Stephanie Campbell jako Charis Henry
- Marcc Rose jako Tupac Shakur
- F. Gary Gray jako Greg Mack
- Michael „Compton Menace“ Taylor jako Tone
- Brandon Lafourche jako Kim „Arabská princezna“ Nazel

## Přijetí

### Tržby
Film vydělal 161,2 milionů dolarů v Severní Americe a 40,4 milionů dolarů v ostatních oblastech, celkově tak vydělal 201,6 milionů dolarů po celém světě. Rozpočet filmu činil 50 milionů dolarů. Za první víkend docílil nejvyšší návštěvnosti, kdy vydělal 60,2 milionů dolarů. Film se tak stal nejvýdělečnějším životopisným hudebním filmem všech dob ve Spojených státech. 

### Recenze
Na recenzní stránce Rotten Tomatoes získal z 221 započtených recenzí 87 procent s průměrným ratingem 7,3 bodů z deseti. Na serveru Metacritic snímek získal z 41 recenzí 72 bodů ze sta. Na Česko-Slovenské filmové databázi si snímek drží k 1. srpnu 2018 82 procent.

### Ocenění a nominace
| Ocenění                                       | Kategorie                                      | Nominace                                                                                          | Výsledek  |
| --------------------------------------------- | ---------------------------------------------- | ------------------------------------------------------------------------------------------------- | --------- |
| AARP Annual Movies for Grownups Awards        | Nejlepší mezigenerační film                    | Straight Outta Compton                                                                            | nominace  |
| AARP Annual Movies for Grownups Awards        | Nejlepší časová kapsule                        | Straight Outta Compton                                                                            | nominace  |
| African-American Film Critics Association     | Nejlepší film                                  | Straight Outta Compton                                                                            | vítězství |
| African-American Film Critics Association     | Nejlepší herecké obsazení                      | Straight Outta Compton                                                                            | vítězství |
| African-American Film Critics Association     | Nejlepší mužský herecký výkon ve vedlejší roli | Jason Mitchell                                                                                    | vítězství |
| Alliance of Women Film Journalists            | Nejlepší herecké obsazení                      | Straight Outta Compton                                                                            | vítězství |
| Americký filmový institut                     | Nejlepších deset filmů                         | Straight Outta Compton                                                                            | vítězství |
| Black Reel Awards                             | Nejlepší film                                  | Straight Outta Compton                                                                            | nominace  |
| Black Reel Awards                             | Nejlepší režisér                               | F. Gary Gray                                                                                      | nominace  |
| Black Reel Awards                             | Nejlepší mužský herecký výkon ve vedlejší roli | Jason Mitchell                                                                                    | nominace  |
| Black Reel Awards                             | Nejlepší mužský herecký výkon ve vedlejší roli | Corey Hawkins                                                                                     | nominace  |
| Black Reel Awards                             | Objev roku (muž)                               | Jason Mitchell                                                                                    | nominace  |
| Black Reel Awards                             | Objev roku (muž)                               | O'Shea Jackson Jr.                                                                                | nominace  |
| Black Reel Awards                             | Nejlepší obsazení                              | Victoria Thomas & Cindy Tolan (castingoví agenti)                                                 | vítězství |
| Black Reel Awards                             | Nejlepší původní skladba                       | „Talking to My Diary“ – Dr. Dre                                                                   | nominace  |
| Black Reel Awards                             | Nejlepší původní skóre                         | Joseph Trapanese                                                                                  | vítězství |
| Casting Society of America Awards             | Nejlepší velkorozpočtový film                  | Cindy Tolan, Victoria Thomas, Meagan Lewis, Beth Sepko, Carolyn Pickman, Lucinda Syson, Pat Moran | vítězství |
| Critics' Choice Awards                        | Nejlepší filmové obsazení                      | Straight Outta Compton                                                                            | nominace  |
| Empire Awards                                 | Nejlepší nováček                               | Jason Mitchell                                                                                    | nominace  |
| Empire Awards                                 | Nejlepší soundtrack                            | Straight Outta Compton                                                                            | nominace  |
| Filmová cena MTV                              | Film roku                                      | Straight Outta Compton                                                                            | nominace  |
| Filmová cena MTV                              | Objev roku                                     | O'Shea Jackson Jr.                                                                                | nominace  |
| Filmová cena MTV                              | Pravdivý příběh                                | Straight Outta Compton                                                                            | vítězství |
| Florida Film Critics Circle                   | Nejlepší filmové obsazení                      | Straight Outta Compton                                                                            | nominace  |
| Mezinárodní filmový festival v Hamptons       | Objev roku                                     | Jason Mitchell                                                                                    | vítězství |
| Mezinárodní filmový festival v Hamptons       | Objev roku                                     | Keith Stanfield                                                                                   | vítězství |
| Hollywood Film Awards                         | Objev roku (obsazení)                          | Corey Hawkins, O'Shea Jackson Jr. & Jason Mitchell                                                | vítězství |
| NAACP Image Awards                            | Nejlepší film                                  | Straight Outta Compton                                                                            | vítězství |
| NAACP Image Awards                            | Nejlepší mužský herecký výkon ve vedlejší roli | Corey Hawkins                                                                                     | nominace  |
| NAACP Image Awards                            | Nejlepší mužský herecký výkon ve vedlejší roli | O’Shea Jackson Jr.                                                                                | vítězství |
| NAACP Image Awards                            | Nejlepší původní scénář                        | Jonathan Herman, Andrea Berloff, S. Leigh Savidge a Alan Wenkus                                   | nominace  |
| NAACP Image Awards                            | Nejlepší režie                                 | F. Gary Gray                                                                                      | nominace  |
| National Board of Review                      | Nejlepších deset filmů                         | Straight Outta Compton                                                                            | vítězství |
| Oscar                                         | Nejlepší původní scénář                        | Jonathan Herman, Andrea Berloff, S. Leigh Savidge a Alan Wenkus                                   | nominace  |
| People's Choice Awards                        | Nejlepší filmové drama                         | Straight Outta Compton                                                                            | nominace  |
| Producers Guild of America Awards             | Nejlepší film                                  | Straight Outta Compton                                                                            | nominace  |
| San Diego Film Critics Society                | Nejlepší použití hudby ve filmu                | Straight Outta Compton                                                                            | nominace  |
| San Diego Film Critics Society                | Nejlepší filmové obsazení                      | Straight Outta Compton                                                                            | nominace  |
| Satellite Awards                              | Nejlepší původní scénář                        | Jonathan Herman, Andrea Berloff, S. Leigh Savidge a Alan Wenkus                                   | nominace  |
| Screen Actors Guild Awards                    | Nejlepší filmové obsazení                      | Neil Brown Jr., Paul Giamatti, Corey Hawkins, Aldis Hodge, O'Shea Jackson Jr. a Jason Mitchell    | nominace  |
| St. Louis Film Critics Association            | Nejlepší soundtrack                            | Straight Outta Compton                                                                            | nominace  |
| Teen Choice Awards                            | Nejlepší filmové drama                         | Straight Outta Compton                                                                            | nominace  |
| Teen Choice Awards                            | Nejlepší herec: drama                          | O'Shea Jackson Jr.                                                                                | nominace  |
| Washington D.C. Area Film Critics Association | Nejlepší herecké obsazení                      | Straight Outta Compton                                                                            | nominace  |
| Writers Guild of America Awards               | Nejlepší původní scénář                        | Jonathan Herman, Andrea Berloff, S. Leigh Savidge a Alan Wenkus                                   | nominace  |